# メフディ・パシャザデ
メフディ・パシャザデ（Mehdi Pashazadeh Bonieh、1973年12月27日 - ）は、イランの元サッカー選手。元イラン代表。ポジションはディフェンダー。

## 来歴
1997年にイラン代表デビュー。1998 FIFAワールドカップではグループステージ全3試合に出場した。イラン代表で12試合に出場した。

## 代表歴

### 出場大会
- イラン代表
  - 1998 FIFAワールドカップ

### 試合数
- 国際Aマッチ 12試合 0得点（1997年-1998年）[1]

| イラン代表 | 国際Aマッチ | 国際Aマッチ |
| 年         | 出場        | 得点        |
| ---------- | ----------- | ----------- |
| 1997       | 3           | 0           |
| 1998       | 9           | 0           |
| 通算       | 12          | 0           |